# Neumarkt (Solingen)
Der Neumarkt ist ein zentraler Platz im Westen der Solinger Innenstadt und der größte der Plätze im Solinger Stadtzentrum. Auf dem Platz ist seit 2006 wieder der Solinger Wochenmarkt angesiedelt, außerdem finden dort Stadtfeste statt und es werden Demonstrationen und Kundgebungen aller Art abgehalten.

## Lage und Beschreibung
Der Neumarkt liegt in Solingen-Mitte im Westen der Innenstadt. Er wird eingerahmt durch den Busbahnhof mit Verkehrspavillon am Graf-Wilhelm-Platz im Osten, das Einkaufszentrum Hofgarten Solingen im Norden, das Modehaus C&A im Westen und einen Straßenzug mit Wohn- und Geschäftshäusern der Straße Am Neumarkt im Süden. Am südwestlichen Rand des Platzes entsteht der Neubau der Hauptstelle der Stadt-Sparkasse Solingen.
Es handelt sich um einen annähernd rechteckigen Platz. Die große Freifläche verfügt am Rand über einen begrünten Stadtteilplatz mit Brunnenanlage und einem 40 Quadratmeter großen Wasserbecken. Der Platz ist als Fußgängerzone ausgewiesen, der Autoverkehr wird über die Einbahnstraße Bergstraße am Hofgarten vorbei geleitet.

## Geschichte
Der städtische Markt fand in Solingen über Jahrhunderte auf dem Alten Markt innerhalb der Altstadt statt. Da die Platzverhältnisse beengt waren, bemühte sich der Solinger Stadtrat ab den 1850er Jahren um eine Vergrößerung oder Verlegung des Marktes. Dies gelang schließlich mit dem Kauf des heutigen Neumarktgeländes vor den westlichen Toren der Altstadt. Der Platz wurde 1890 durch eine Markthalle in Form einer Gusseisenkonstruktion nach dem Vorbild der Kölner Severinsmarkthalle ausgestattet (Lage). Die Markthändler bauten ihre Stände im Innern und im Außenbereich der Markthalle auf. Im Jahre 1908 wurde die Platzfläche durch Abriss einiger Fachwerkhäuser zwischen Neumarkt und Kölner Straße vergrößert.
Schon in der Zeit der Weimarer Republik fanden auf dem Neumarkt große Aufmärsche statt. Diese Tradition zieht sich bis in die heutige Zeit, der Neumarkt ist weiter beliebter Veranstaltungsort für politische Demonstrationen in Solingen. 1941 begann der Bau eines Tiefbunkers am Neumarkt, der Zugang befand sich neben der Markthalle. Dieser Bunker war der größte innerhalb der Solinger Innenstadt und bot vielen Menschen im Zweiten Weltkrieg Schutz vor den alliierten Bomben. Die Solinger Altstadt wurde durch je einen Luftangriff am 4. und 5. November 1944 beinahe vollständig zerstört, darunter auch der Neumarkt, an deren Rand nur das Haus Tückmantel und das Haus Quabeck noch erhalten blieben.
Als erstes großes Neubauprojekt nach dem Krieg wurde 1949 am Neumarkt das Monopol-Kino errichtet (an der Stelle des heutigen Einkaufszentrums Hofgarten). Dieses wurde aufgrund des Kinosterbens in der Nachkriegszeit bereits 1968 wieder geschlossen und das monumentale Gebäude gesprengt. An gleicher Stelle wurde ein Karstadt-Warenhaus mit Turmhotel nach Plänen des Solinger Architekten Kurt Baden errichtet.  Zeitgleich wurde 1969 der Tiefbunker am Neumarkt gesprengt. Im Jahre 1976 wurden der Neumarkt samt Graf-Wilhelm-Platz umgestaltet. So wurde die Haltestellenanlage des Graf-Wilhelm-Platzes ausgebaut und die Halteplätze der Dieselbusse auf den Neumarkt ausgelagert, so dass dieser für den Wochenmarkt keinen Platz mehr bot und ausgelagert werden musste. Im Jahre 1977 errichtete das Modehaus C&A ein Warenhaus an der Westseite des Neumarkts.:45ff.
Der Neumarkt wurde schließlich im Rahmen der Regionale 2006 erneut grundlegend umgestaltet. Dabei entstand eine große Freifläche, wodurch der Wochenmarkt wieder auf den Neumarkt zurückkehren konnte. Am 2. August 2008 schloss der Karstadt-Konzern, der in finanziellen Schwierigkeiten steckte, seine Solinger Filiale. Das Turmhotel schloss am 26. Oktober des gleichen Jahres. In der Folge begannen die Planungen des Abrisses des alten Gebäudekomplexes und des Neubaus eines Einkaufszentrums an gleicher Stelle. Nach diversen Verzögerungen begann der Abriss schließlich Mitte 2011, das stadtbildprägende Turmhotel wurde am 18. Dezember 2011 gesprengt. Das Einkaufszentrum Hofgarten eröffnete am 24. Oktober 2013 und prägt seither das Gesicht des Neumarktes.
Im Januar 2021 startete an der Südwestseite des Neumarkts der Neubau der Hauptstelle der Stadt-Sparkasse Solingen, nachdem dort zuvor alte Wohn- und Geschäftshäuser abgerissen wurden. In das neue Gebäude sollen bei Fertigstellung insgesamt 350 Beschäftigte der Sparkasse einziehen. Auch Wohnungen und Büroflächen für andere Unternehmen sind geplant. Ebenfalls in den Neubau integriert werden soll das 2020 gegründete Max-Leven-Zentrum in den Gedenken an den Solinger Juden Max Leven, der von den Nazis ermordet wurde und dessen Geburtshaus an der angrenzenden Max-Leven-Gasse für den Neubau abgerissen wurde.